# Metahydnobius bicolor
Metahydnobius bicolor – gatunek chrząszcza z rodziny grzybinkowatych i podrodziny Leiodinae.
Gatunek ten opisany został po raz pierwszy w 1962 roku przez René Gabriela Jeannela.
Chrząszcz o ciele długości około 5,5 mm. Głowę ma ubarwioną jednolicie czarno lub brązowo. Kolorystyka przedplecza jest taka sama jak głowy. Jednolicie żółtawo ubarwione pokrywy mają powierzchnię pozbawioną poprzecznych rys. Wysokie, zaostrzone, podłużne, w widoku bocznym kanciasto zagięte żeberko biegnie środkiem śródpiersia. Powierzchnia śródpiersia pomiędzy tym żeberkiem a miejscami w które wchodzą przednie biodra jest wgłębiona. Odnóża wszystkich par u obu płci mają pięcioczłonowe stopy o członie drugim co najwyżej tak długim jak pierwszy. Genitalia samca charakteryzują się zwieńczonym porysowaną owalną płytką i mniej więcej tak długim jak paramery płatem środkowym edeagusa.
Owad neotropikalny, endemiczny dla Chile.